# Moszna (anatomia)

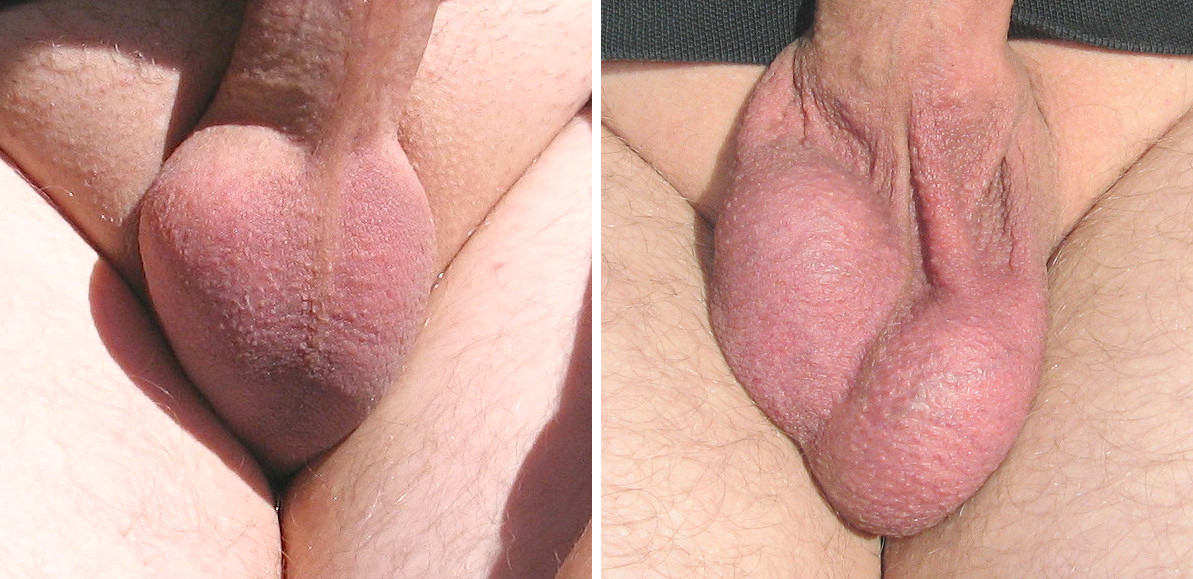
Moszna (na zdjęciach pozbawiona owłosienia), mięsień dźwigacz jądra skurczony (po lewej) oraz rozkurczony (po prawej)

Moszna, worek mosznowy (łac. scrotum) – u samców wielu ssaków lądowych, w tym u człowieka, uwypuklenie ściany jamy brzusznej w postaci skórno-mięśniowego worka, w którym znajdują się jądra. Znajduje się pomiędzy prąciem i odbytem. Jej zadaniem jest utrzymywanie jąder w optymalnej, stałej temperaturze, nieco niższej niż temperatura ciała. U niektórych ssaków (np. gryzoni) jądra zstępują do moszny okresowo, na czas rui samic. Nieliczne gatunki, np. hipopotamy, mają jądra stale wewnątrz ciała. Moszny nie mają także walenie.

## Moszna człowieka
U człowieka moszna stanowi luźny, nieparzysty worek, odpowiadający kobiecym wargom sromowym większym, który podobnie jak one powstaje z embrionalnych wałów płciowych, prawego i lewego. Błona kurczliwa (łac. tunica dartos) umożliwia mosznie kurczenie i rozluźnianie w odpowiedzi na zmieniającą się temperaturę otoczenia, tak, by jądra stale znajdowały się w temperaturze od 2,5 do 4° niższej od panującej w jamie brzusznej. Rozluźnienie błony kurczliwej powoduje zwiększenie powierzchni moszny, ułatwiając tym samym oddawanie ciepła i zapobiegając przegrzaniu jąder. Z kolei skurcz błony kurczliwej marszczy skórę moszny, redukując ucieczkę ciepła i podciągając jądra bliżej podbrzusza, chroniąc je przed chłodem. Wtórne umieszczenie jądra w jamie brzusznej powoduje zanik spermiogenezy.

## Osłony
Moszna zbudowana jest z trzech warstw: osłony wewnętrznej (surowiczej), osłony mięśniowo-powięziowej i osłony zewnętrznej (skórnej). Są to osłonki powrózka nasiennego i jądra, będącą przedłużeniem wszystkich warstw przedniej ściany brzucha, od skóry począwszy, a na otrzewnej skończywszy.
| Typ osłony                    | Nazwa                                                          | Odpowiednik ściany brzusznej |
| Osłona zewnętrzna (skórna)    | 1. Skóra (łac. cutis)                                          | Skóra ściany brzucha |
| Osłona zewnętrzna (skórna)    | 2. Błona kurczliwa (łac. tunica dartos)                        | Warstwa podskórna (łac. tela subcutanea) |
| Osłona zewnętrzna (skórna)    | 3. Powięź nasienna zewnętrzna (łac. fascia spermatica externa) | Powięź podskórna (łac. fascia subcutanea) |
| Osłona mięśniowo-powięziowa   | 4. Powięź dźwigacza jądra (łac. fascia cremasterica)           | Powięź powierzchowna brzucha (łac. fascia superficialis abdominis)                                                                               |
| Osłona mięśniowo-powięziowa   | 5. Mięsień dźwigacz jądra (łac. m. cremaster)                  | Mięsień skośny wewnętrzny brzucha (łac. musculus obliquus internus abdominis) i Mięsień poprzeczny brzucha (Łac. musculus transversus abdominis) |
| Osłona mięśniowo-powięziowa   | 6. Powięź nasienna wewnętrzna (łac. fascia spermatica interna) | Powięź poprzeczna (łac. fascia transversalis) |
| Osłona wewnętrzna (surowicza) | 7. Osłonka pochwowa jądra (łac. tunica vaginalis testis)       | Otrzewna (łac. peritoneum) |

### Osłona zewnętrzna
Osłona zewnętrzna, skórna, stanowi właściwą ścianę moszny. Zbudowana jest z trzech elementów:
- skóry (łac. cutis),
- błony kurczliwej (łac. tunica dartos), stanowiącej przedłużenie warstwy podskórnej ściany brzucha (łac. tela subcutanea),
- powięzi nasiennej zewnętrznej (łac. fascia spermatica externa).

Skóra

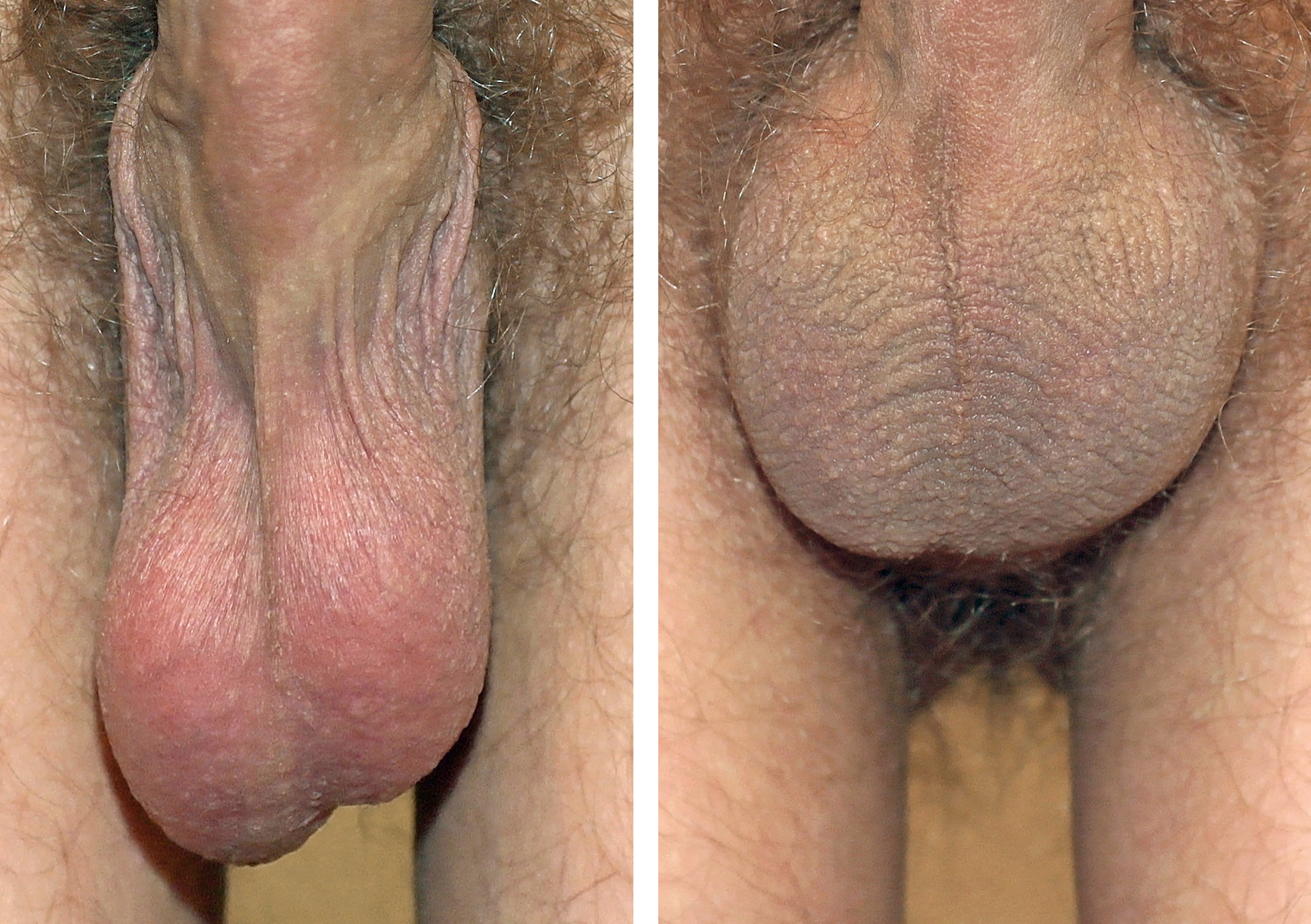
Moszna luźna i skurczona, z naturalnym owłosieniem

U różnych osób skóra moszny może przybierać różny wygląd; może być zarówno gładka i luźna jak i pomarszczona i skurczona. Na ogół jest dosyć cienka, zabarwiona nieco ciemniej niż reszta ciała. Pośrodku przedzielona jest szwem moszny (łac. raphe scroti), przedłużającym się ku górze między obiema komorami worka mosznowego w przegrodę moszny (łac. septum scroti). Posiada niewiele włosów, za to liczne i duże gruczoły łojowe i potowe. Torebki włosów tworzą na jej powierzchni dobrze wyczuwalne guzki. Wewnątrz skóry brak jest tkanki tłuszczowej, budują ją natomiast włókna sprężyste. Ku tyłowi przechodzi w skórę krocza, bocznie w skórę uda, do przodu zaś łączy się ze skórą prącia i okolicy pachwinowej. Przez skórę mogą przeświecać drobne naczynia krwionośne.
Ponieważ jądro lewe najczęściej znajduje się niżej niż jądro prawe, moszna z lewej strony zazwyczaj zwisa nieco niżej.
Błona kurczliwa (łac. tunica dartos) stanowi część tzw. mięśniówki płciowej. Otacza mosznę niczym worek, umożliwiając jej kurczenie się i rozciąganie. Odpowiada warstwie podskórnej ściany brzucha.
Powięź nasienna zewnętrzna (łac. fascia spermatica externa) stanowi przedłużenie powięzi podskórnej brzucha. Otacza ona zarówno jądro jak i powrózek nasienny. Jest włóknistą warstwą podskórną między błoną kurczliwą z zewnątrz a powięzią dźwigacza jądra od wewnątrz; brak w niej tłuszczu.

### Osłona mięśniowo-powięziowa
Osłonę mięśniowo-powięziową tworzą mięśnie i powięzie ściany brzucha:
Powięź dźwigacza jądra (łac. fascia cremasterica) stanowi przedłużenie powięzi powierzchownej brzucha i rozcięgna mięśnia skośnego zewnętrznego brzucha. Pokrywa z zewnątrz mięsień dźwigacz jądra. Zaczyna się w okolicy powrózka nasiennego i zstępuje w dół, tracąc na swej grubości.
Mięsień dźwigacz jądra (łac. m. cremaster) wraz z powięzią nasienną wewnętrzną tworzy aparat wieszadłowy jądra, umożliwiający swobodne zawieszenie jądra w worku mosznowym. Tworzą go mięśnie poprzecznie prążkowane mięśnia skośnego wewnętrznego brzucha i mięśnia poprzecznego brzucha. Stanowi on dźwigacz zewnętrzny, natomiast dźwigaczem wewnętrznym nazywa się komórki mięśniowe gładkie powięzi nasiennej wewnętrznej i blaszki ściennej osłonki pochwowej jądra. Skurcz mięśnia jest niezależny od woli, następuje na skutek dotyku, np. przyśrodkowej powierzchni uda. Jest to tak zwany odruch dźwigacza jądra, unoszący jądra do góry.
Powięź nasienna wewnętrzna (łac. fascia spermatica interna) – łącznotkankowa warstwa zawierająca mięśnie gładkie, współtworząca mięsień dźwigacz wewnętrzny. Obejmuje całą zawartość worka mosznowego – jądro, najądrze i powrózek nasienny. Stanowi przedłużenie powięzi poprzecznej brzucha, rozpoczynając się w pierścieniu pachwinowym głębokim jako wyrostek pochwowy powięzi poprzecznej (łac. processus vaginalis fasciae transversalis).

### Osłona wewnętrzna
Osłonę wewnętrzną, surowiczą tworzy otrzewna ścienna, zwana tutaj osłonką pochwową jądra (łac. tunica vaginalis testis). Obejmuje ona jądro i najądrze, ku górze przylegając od 0,5 do 1 cm powrózka nasiennego. Składa się z dwóch blaszek: blaszki trzewnej, przyrośniętej do błony białawej, i blaszki ściennej pokrywającej od wewnątrz komorę moszny. Między tymi blaszkami tworzy się szczelinowata przestrzeń – jama surowicza moszny (łac. cavum serosum scroti), natomiast miejsce zlania się blaszek tworzy krezkę jądra, przez którą przechodzą naczynia i nerwy.
U dołu jądro nie jest pokryte osłonką surowiczą; w tym miejscu przyłącza się do niego pasmo włókien tkanki łącznej i mięśnia gładkiego, zwane więzadłem mosznowym (łac. ligamentum scrotale), będącym pozostałością jądrowodu.

## Unaczynienie i unerwienie
Tętnice:
- tętnica nasieniowodu,
- tętnica jądrowa,
- tętnica dźwigacza jądra,
- gałęzie mosznowe tylne z tętnicy sromowej wewnętrznej,
- gałęzie mosznowe przednie tętnic sromowych zewnętrznych,

Żyły:
- żyła sromowa wewnętrzna,
- żyła podskórna odpiszczelowa,

Naczynia chłonne wiodą do węzłów pachwinowych.
Nerwy:
- z przodu gałąź płciowa nerwu płciowo-udowego,
- nerwy mosznowe przednie z nerwu biodrowo-pachwinowego,
- z tyłu nerwy mosznowe tylne od nerwu sromowego,
- nerwy autonomiczne pochodzą ze splotu podbrzusznego dolnego.